# تکیتوس (دهانه)
تکیتوس یک دهانه برخوردی در ماه‌ است.

## دهانه‌های اقماری
این دهانه ۱۸ دهانه اقماری دارد.
| Tacitus | عرض جغرافیایی | طول جغرافیایی | قطر          |
| ------- | ------------- | ------------- | ------------ |
| A       | ۱۷.۴° S       | ۲۰.۵° E       | ۱۱.۰ کیلومتر |
| C       | ۱۳.۶° S       | ۱۹.۸° E       | ۹.۰ کیلومتر  |
| B       | ۱۴.۰° S       | ۲۰.۴° E       | ۱۳.۰ کیلومتر |
| E       | ۱۳.۹° S       | ۲۰.۱° E       | ۹.۰ کیلومتر  |
| D       | ۱۳.۵° S       | ۲۱.۰° E       | ۱۵.۰ کیلومتر |
| G       | ۱۷.۴° S       | ۱۸.۲° E       | ۶.۰ کیلومتر  |
| F       | ۱۷.۱° S       | ۱۷.۶° E       | ۱۰.۰ کیلومتر |
| H       | ۱۷.۸° S       | ۱۸.۵° E       | ۷.۰ کیلومتر  |
| K       | ۱۳.۱° S       | ۲۰.۱° E       | ۳.۰ کیلومتر  |
| J       | ۱۴.۹° S       | ۱۹.۷° E       | ۳.۰ کیلومتر  |
| M       | ۱۳.۹° S       | ۲۱.۵° E       | ۶.۰ کیلومتر  |
| L       | ۱۴.۴° S       | ۲۰.۹° E       | ۶.۰ کیلومتر  |
| O       | ۱۴.۰° S       | ۲۱.۹° E       | ۵.۰ کیلومتر  |
| N       | ۱۶.۹° S       | ۱۹.۴° E       | ۷.۰ کیلومتر  |
| Q       | ۱۸.۰° S       | ۲۰.۵° E       | ۵.۰ کیلومتر  |
| S       | ۱۴.۵° S       | ۱۹.۱° E       | ۱۰.۰ کیلومتر |
| R       | ۱۶.۷° S       | ۱۹.۷° E       | ۵.۰ کیلومتر  |
| X       | ۱۵.۸° S       | ۱۸.۲° E       | ۴.۰ کیلومتر  |